# Tormented Souls
Tormented Souls es un videojuego de survival horror lanzado en 2021, desarrollado por Dual Effect y Abstract Digital, y publicado por PQube para PlayStation 4, PlayStation 5, Xbox One, Xbox Series X/S, Nintendo Switch y Microsoft Windows. Las versiones para PlayStation 4 y Xbox One fueron canceladas inicialmente en febrero de 2021, pero finalmente se lanzaron en febrero de 2022. Una secuela, Tormented Souls 2, estaba prevista para su lanzamiento en 2024, pero se retrasó hasta 2025.

## Jugabilidad
Tormented Souls es un videojuego de terror de supervivencia en tercera persona al estilo del Resident Evil original con ángulos de cámara fijos y controles tipo tanque opcionales. El jugador explora un hospital abandonado, puede interactuar con el entorno y con ciertos personajes no jugables (NPC), resolver acertijos y utilizar armas improvisadas para combatir a los monstruos que habitan el lugar.

## Sinopsis
La historia comienza en diciembre de 1994 con Caroline Walker, una mujer canadiense que recibe por correo una fotografía de dos niñas gemelas, Anna y Emma, lo que la impulsa a descubrir qué está ocurriendo con ellas. Su búsqueda la lleva al abandonado Hospital Wildberger, donde espera encontrar respuestas, pero al llegar es emboscada y queda inconsciente. Al despertar, descubre que su ojo derecho ha sido extirpado quirúrgicamente. Con la ayuda de un sacerdote, Caroline explora el hospital para averiguar quiénes son las gemelas. Durante su investigación, encuentra extrañas cintas VHS que le permiten viajar al pasado. En una de esas visitas, se encuentra con Anna, quien le explica que ha sido encarcelada por su abuelo.
Finalmente, Caroline descubre su antigua habitación de la infancia y recuerda que en realidad es Emma, quien perdió la memoria catorce años atrás mientras escapaba del hospital. Decide entonces rescatar a Anna. Para poder abrir una puerta que requiere la biometría de gemelas, viaja al pasado y toma su propio ojo de su yo del pasado. Al otro lado de la puerta, Caroline se enfrenta al sacerdote, quien resulta ser su abuelo materno, Noah, y el responsable de todos los sucesos en el hospital. Noah ha estado intentando sacrificar gemelas para resucitar a un monstruoso “salvador”; intentó hacer lo mismo con Anna y Emma cuando eran niñas, pero su madre lo impidió y escapó con Emma. Caroline también descubre que, en el presente, Anna ha sido transformada en una criatura monstruosa. Caroline persigue a Noah hasta la cámara del “salvador”, donde él ofrece su propia sangre para resucitarlo. Caroline derrota al “salvador” en combate.
El final del juego depende de la última interacción de Caroline con la Anna del presente. Si Caroline la ignora, Anna la embosca cuando se dispone a abandonar el hospital. Si encuentra un antídoto para la mutación de Anna y le da una muerte piadosa, Caroline lamenta la pérdida de su familia antes de marcharse. Alternativamente, Caroline puede viajar al pasado una vez más y rescatar a la Anna del pasado de su cautiverio. En este final, Caroline promete explicarle todo algún día y la adopta.

## Recepción
Tormented Souls recibió críticas generalmente promedio según Metacritic para la versión de PlayStation 5.
PC Invasion mencionó que el juego puede ser muy frustrante, pero en general ofrece una experiencia disfrutable. IGN elogió la atmósfera, aunque calificó la jugabilidad como torpe. Nintendo Life lo describió como un juego de survival horror de segunda categoría en la Switch. GamingBolt lo destacó como “un sólido juego de survival horror que los fans de los clásicos del género seguramente disfrutarán”. Hardcore Gaming 101 lo consideró un logro impresionante para un juego independiente.